# Porcellana di Fürstenberg

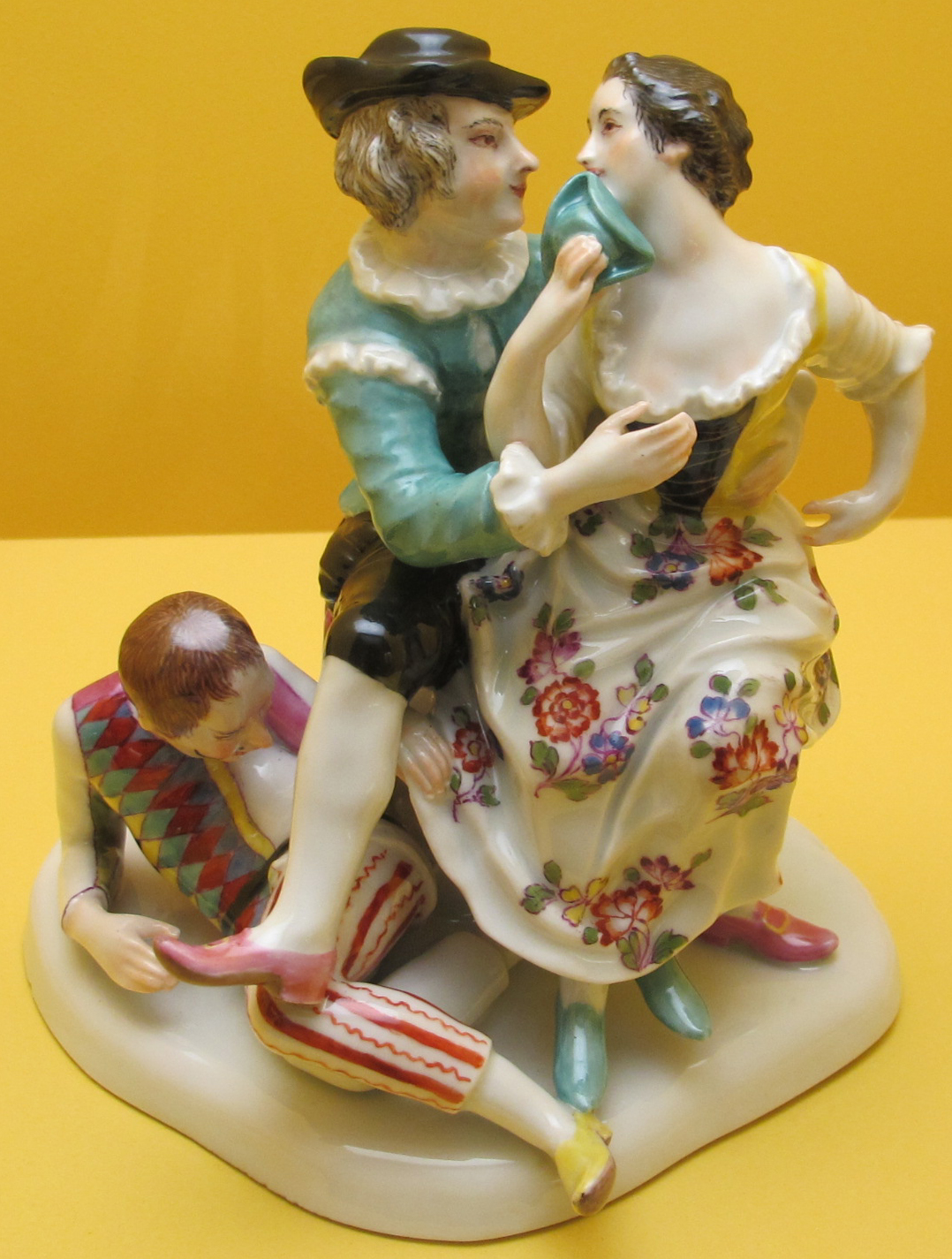
Due amanti con arlecchino ai loro piedi, 1755-60 circa

La Manifattura di porcellana di Fürstenberg (in tedesco: Porzellanmanufaktur Fürstenberg) è una fabbrica tedesca di porcellana fondata nel 1747 a Fürstenberg an der Weser, in Bassa Sassonia.

## Storia

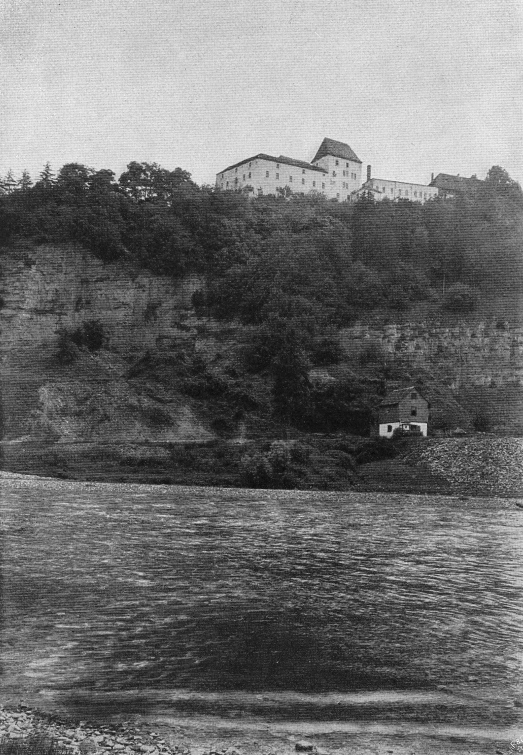
Il castello di Fürstenberg domina il fiume Weser, 1909

Nel 1747 il duca Carlo I di Brunswick-Wolfenbüttel incaricò lo Hofjägermeister (sovraintendente alla caccia di corte) Johann Georg von Langen di avviare una manifattura di porcellane nel castello medievale di Fürstenberg, che dal Seicento era adibito a casino di caccia. Nell'organizzazione della manifattura von Langen si avvalse di Johann Benckgraff, che aveva già lavorato a Vienna e Höchst. Il modellatore era Feilner, che si ispirava alle porcellane di Meissen. Dal 1753 il Duca ordinò che i pezzi di porcellana prodotti fossero distinti dalla „F“ blu.

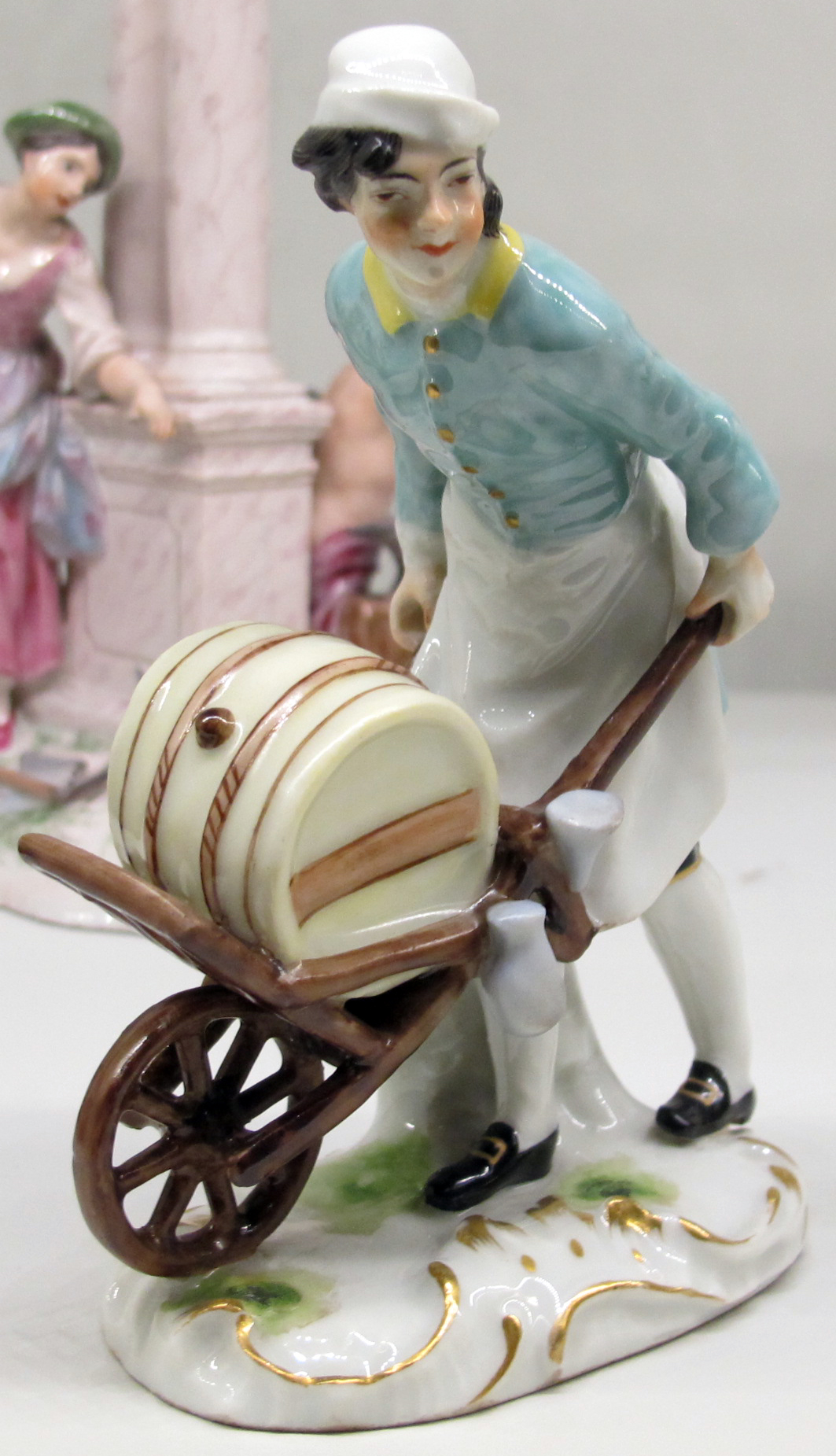
Acetiera, 1760 circa

Nel 1756 fu aperta a Braunschweig un laboratorio succursale solo per la pittura policroma, in modo che pittori conosciuti potessero lavorare per la Manifattura. 
Nel 1774 la Manifattura andò per la prima volta in attivo e poté aprire anche una succursale di vendita a Berlino vicino alla locale manifattura.
Nel 1859 il governo decise di affittare l'impresa e nel 1888 la stessa è stata trasformata in una società per azioni (Aktiengesellschaft).
Nel 1906 fu aperto un altro laboratorio di pittura a Dresda. In seguito alla crisi conseguente la Prima Guerra mondiale le vendite crollarono e bisognò momentaneamente chiudere. La produzione riprese grazie alle esportazioni verso gli Stati Uniti.
Nel 1966 l'azienda divenne una società a responsabilità limitata (GmbH) di proprietà al 98% della Norddeutsche Landesbank.
Fino al 1972 la procellana era prodotta all'interno del castello, ma in quell'anno fu inaugurato un edificio moderno nelle adiacenze.